# ロバート・マン
ロバート・マン（Robert Mann, 1920年2月9日 - 2018年1月1日）は、アメリカのヴァイオリン奏者。
オレゴン州ポートランドの出身。9歳から音楽を習い始め、19歳の時にジュリアード音楽院に入学してヴァイオリンをエドワード・デサー、作曲をシュテファン・ヴォルペに学んだ。1941年にナウムバーグ国際音楽コンクールで上位入賞を果たし、ニューヨークのタウン・ホールでヴァイオリニストとしてデビューした。その後、兵役につき、退役後の1946年にウィリアム・シューマンの提唱によるジュリアード弦楽四重奏団の結成に第1ヴァイオリン奏者として参加し、1997年に引退するまで、その任に留まった。1988年にシアトル交響楽団を指揮して、指揮者としても活動を始めた。
作曲家としても活動し、オーケストラのための幻想曲は、1957年にディミトリ・ミトロプーロスの指揮するニューヨーク・フィルハーモニック交響楽団の演奏会で初演されている。
教育者としては、2005年より、小澤征爾スイス国際音楽アカデミーの講師として指導にあたり、後進の育成に尽力した。
マンハッタンの自宅にて死去。享年97。